# Silvia Fröhlich
Silvia Fröhlich   (Leipzig, 24 de febrer de 1959), de soltera Arndt, és una ex-remadora alemanya que va competir sota bandera de la República Democràtica Alemanya durant les dècades de 1970 i 1980.
El 1980 va prendre part en els Jocs Olímpics de Moscou, on guanyà la medalla d'or en la competició del quatre amb timoner del programa de rem. Formà equip amb Ramona Kapheim, Angelika Noack, Romy Saalfeld i Kirsten Wenzel. En el seu palmarès també destaquen dues medalles d'or i tres de plata al Campionat del món de rem.